# Michele Petruzzelli
Michele Petruzzelli OSB (* 1. August 1961 in Bari, Italien) ist  Benediktiner und Abt der Territorialabtei Santissima Trinità di Cava de’ Tirreni.

## Leben
Michele Petruzzelli trat im Alter von mit 24 Jahren in die Benediktinerabtei Santa Maria della Scala in Noci (Bari) ein und legte am 21. November 1987 die zeitliche Profess ab. 1990 legte er die ewige Profess ab. Nach monastischen und theologischen Studien in der Abtei Praglia, am Theologischen Institut Santa Fara in Bari und am Päpstlichen Athenaeum Sant’Anselmo, wo er mit dem Lizentiat in Monastischer Theologie abschloss, empfing Petruzzelli am 5. August 1998 das Sakrament der Priesterweihe.
In der Abtei Noci, seinem Professkloster, hatte er sodann verschiedene Klosterämter inne, wie Beichtvater, Foresterar und Zellerar. Zuletzt war Pater Michele Prior und Novizenmeister der Abtei.
Am 14. Dezember 2013 bestätigte Papst Franziskus die Wahl von Michele Petruzzelli zum Abt von Santissima Trinità di Cava de’ Tirreni. Kardinal Crescenzio Sepe, Metropolitanerzbischof von Neapel, erteilte ihm am 26. Januar 2014 in der Abteikathedrale von Cava die Abtsbenediktion.